# Siaosi Sovaleni
Siaosi 'Ofakivahafolau Sovaleni (ur. 28 lutego 1970 na Tongatapu) – tongijski polityk, premier Tonga w latach 2021–2024.

## Życiorys
Był wicepremierem w rządzie ʻAkilisi Pohiva w latach 2014–2017, kiedy to został zdymisjonowany. 27 grudnia 2021 roku został przez króla Tupou VI mianowany premierem Tonga. Po objęciu urzędu powołał nowy rząd. 9 grudnia 2024 podał się do dymisji i zakończył urzędowanie.